# UN-Sonderberichterstatter zu den Menschenrechten von Migranten
Die Stelle des Sonderberichterstatters zu den Menschenrechten von Migranten (engl.: Special Rapporteur on the human rights of migrants) wurde geschaffen, um Mittel und Wege zur Überwindung der Hindernisse zu prüfen, die für den vollständigen und wirksamen Schutz der Menschenrechte von Migranten bestehen.

## Das UN-Mandat
Die UN-Menschenrechtskommission schuf diese Stelle am 27. April 1999 mittels einer Resolution, in welcher auch der Auftrag definiert wurde. Nachdem die UN-Menschenrechtskommission im Jahr 2006 durch den UN-Menschenrechtsrat ersetzt wurde, ist dieser nun zuständig und übt die Aufsicht aus.
Der Sachverständige ist kein Mitarbeiter der Vereinten Nationen, sondern wird von der UN mit einem Mandat beauftragt und dazu erließ der UN-Menschenrechtsrat einen Verhaltenskodex. Der unabhängige Status des Mandatsträgers ist für die unparteiische Wahrnehmung seiner Aufgaben entscheidend. Die Amtszeit eines Mandats ist auf maximal zweimal drei Jahre begrenzt.
Er erstellt thematische Studien und erarbeitet Leitlinien zur Verbesserung der Menschenrechte. Der Sonderbeauftragte macht auf Einladung von Staaten Länderbesuche und kann in beratender Funktion Empfehlungen abgeben. Er prüft Mitteilungen und unterbreitet den Staaten Vorschläge, wie sie allfällige Missstände beheben können. Er macht auch Anschlussverfahren in welchen er die Umsetzung der Empfehlungen prüft. Dazu erstellt er Jahresberichte zuhanden des UN-Menschenrechtsrat.

## Amtsinhaber
- 1999–2005 Gabriela Rodríguez Pizarro –  Costa Rica
- 2005–2011 Jorge A. Bustamante –  Mexiko
- 2011–2017 François Crépeau –  Kanada
- 2017–2023 Felipe González Morales –  Chile
- seit 2023 Gehad Madi –  Ägypten

## Websites
- Website des Sonderberichterstatters (französisch)
- Website des Sonderberichterstatters (englisch)